# Christine Wachtel

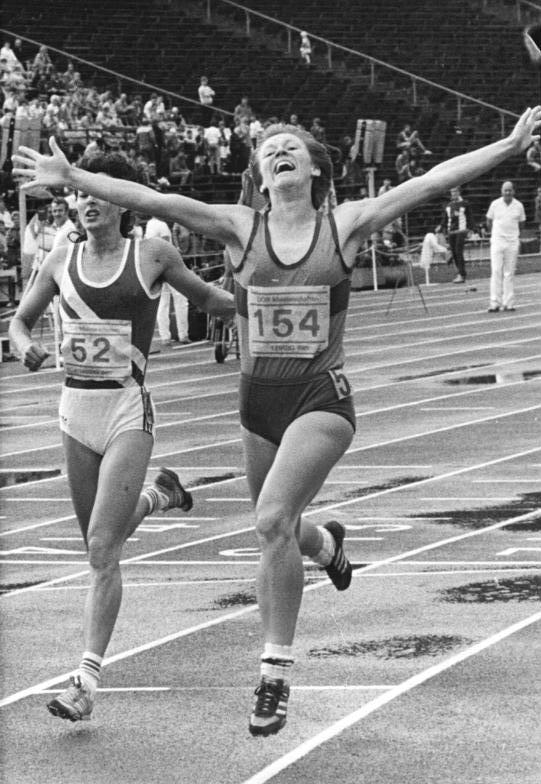
Christine Wachtel bei den DDR-Meisterschaften 1985

Christine Wachtel (verheiratete Guth; * 6. Januar 1965 in Altentreptow) ist eine ehemalige deutsche Leichtathletin, die für die DDR bei den Olympischen Spielen 1988 die Silbermedaille im 800-Meter-Lauf errang. Außerdem war sie dreimal Hallenweltmeisterin. Wachtel erhielt Anabolika im Rahmen des staatlichen Zwangsdopings im DDR-Leistungssport.

## Leben
Bei den Junioreneuropameisterschaften gewann sie Silber im 800-Meter-Lauf (2:00,42 min) und Gold mit der 4-mal-400-Meter-Staffel der DDR. 1985 wurde sie Dritte beim Europacup und Erste beim Weltcup. In Stuttgart belegte sie bei den Europameisterschaften 1986 den achten Platz.
1987 wurde Wachtel in Liévin Halleneuropameisterin vor ihrer Trainingskameradin Sigrun Wodars. Das Duell der beiden sollte in den folgenden Jahren die 800-Meter-Strecke prägen. Kurz nach dem Halleneuropameistertitel gewann Wachtel auch bei den ersten Hallenweltmeisterschaften in Indianapolis die Goldmedaille. In der Freiluftsaison wurde sie in Rom hinter Wodars Vizeweltmeisterin. In 1:55,32 min stellte sie hier ihre persönliche Bestzeit auf.

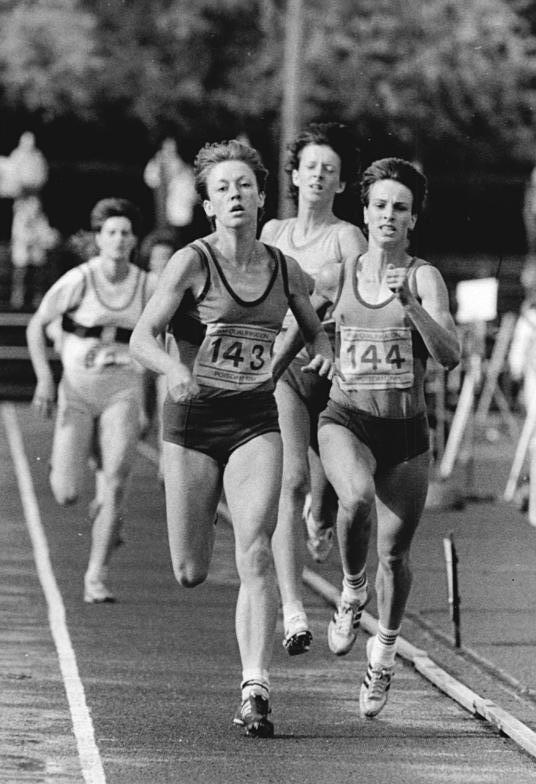
Christine Wachtel 1987, rechts Sigrun Wodars

1988 stellte Wachtel in Wien in 1:56,40 min einen neuen Hallenweltrekord auf. In Seoul gewann sie bei den Olympischen Spielen Silber (1:56,64 min), erneut hinter Wodars. 1989 verteidigte sie in Budapest ihren Hallenweltmeistertitel. Im Sommer startete sie in diesem Jahr mit der 4-mal-400-Meter-Staffel der DDR und erreichte beim Europacup und beim Weltcup die Plätze eins und zwei. 1990 stellte Wachtel über 1000 Meter mit 2:30,67 min einen neuen Weltrekord auf, der bis 1996 gültig war und immer noch deutsche Bestzeit ist. Bei den Europameisterschaften in diesem Jahr gewann sie die Silbermedaille, wiederum hinter Wodars.
In Sevilla wurde Wachtel 1991 zum dritten Mal in Folge Hallenweltmeisterin. Bei den Weltmeisterschaften in Tokio belegte sie über 800 Meter Rang sechs und mit der deutschen 4-mal-400-Meter-Staffel gewann sie Bronze (3:21,25 min). Bei den Olympischen Spielen 1992, den Weltmeisterschaften 1993 und den Europameisterschaften 1994 erreichte sie nicht das Finale.
Christine Wachtel trainierte beim SC Neubrandenburg unter Trainer Walter Gladrow. In ihrer aktiven Zeit war sie 1,66 m groß und 66 kg schwer.
Christine Wachtel lernte Wirtschaftskauffrau und betreibt nach dem Ende ihrer sportlichen Laufbahn eine Pizzabäckerei in Neubrandenburg. 1986 und 1988 wurde sie mit dem Vaterländischen Verdienstorden in Silber ausgezeichnet.

## Doping in der DDR
Bei einer Zeugenvernehmung bei der Zentralen Ermittlungsstelle für Regierungs- und Vereinigungskriminalität gab sie 1997 an, zwischen 1985 und etwa 1990 Oral-Turinabol- und STS-Tabletten zur Leistungssteigerung eingenommen zu haben, ohne dass sie wusste, dass es sich um Anabolika handelte. Der Bezirkssportarzt und Sektionsarzt Leichtathletik Armin Stemmler (IM „Dietrich Beyreuther“) erhielt die Substanzen vom Sportmedizinischen Dienst und gab sie an Wachtel weiter.